# Neoperla parva
Neoperla parva är en bäcksländeart som beskrevs av Banks 1939. Neoperla parva ingår i släktet Neoperla och familjen jättebäcksländor. Inga underarter finns listade i Catalogue of Life.